# Zygodon rubrigemmius
Zygodon rubrigemmius är en bladmossart som beskrevs av Robert Zander och Dale Hadley Vitt 1979. Zygodon rubrigemmius ingår i släktet ärgmossor, och familjen Orthotrichaceae. Inga underarter finns listade i Catalogue of Life.